# 西帰浦市

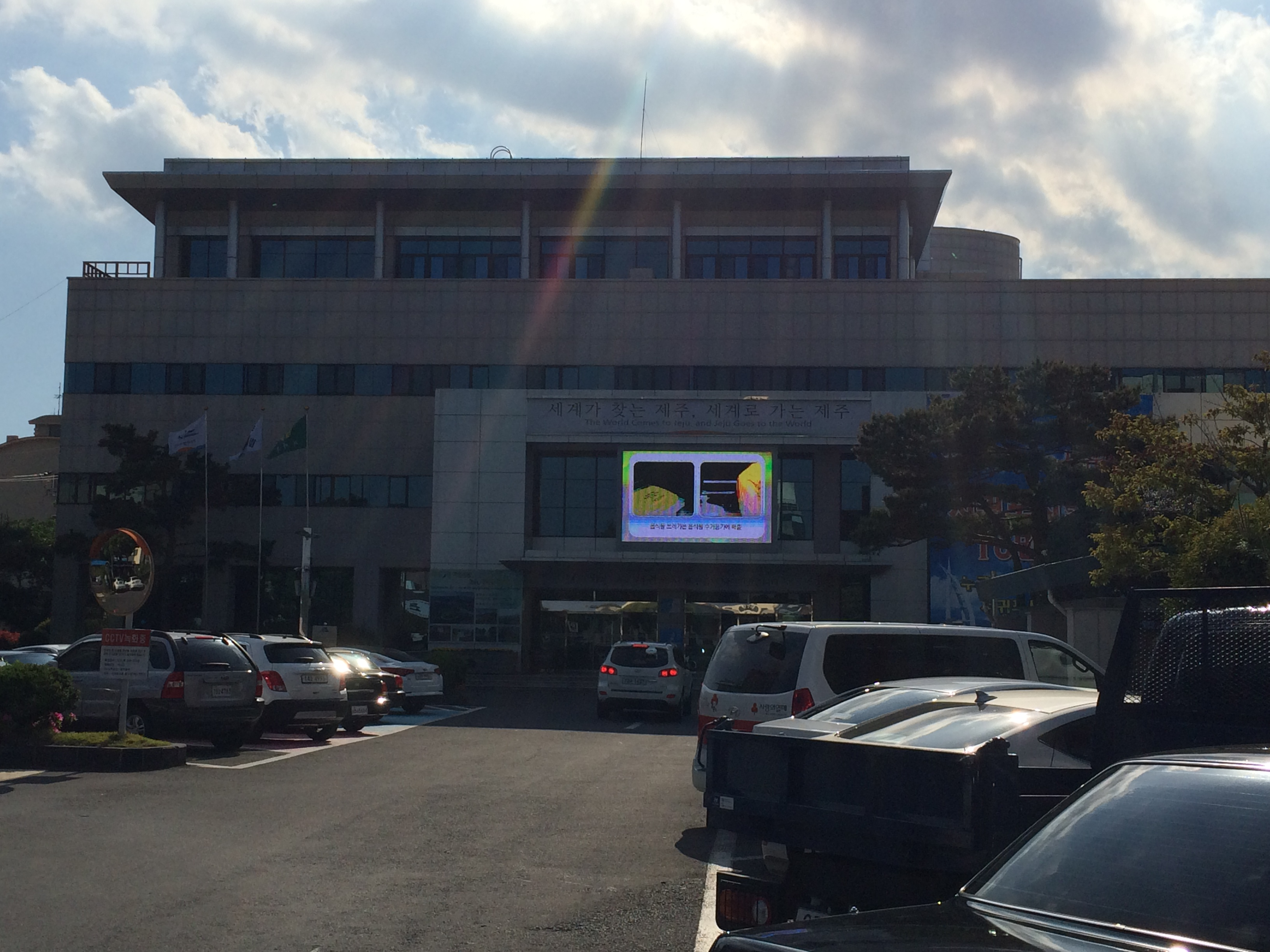
西帰浦市庁舎

西帰浦市（ソギポし）は、大韓民国済州特別自治道の南半分を占める、韓国最南端の都市。行政市であり、自治権を有しない。

## 地理
済州島の南部にあり、北側は済州市と漢拏山に接し、南側は朝鮮海峡や五島列島を臨む。五島列島とはわずか180キロメートルの距離である。

### 属する島など
- 加波島
- 馬羅島
- 離於島 - 水中暗礁で、韓国によりヘリ離着陸場を含む海上科学基地が設置されている。かつては島として領有権を主張していた時期もあった。

## 歴史
- 朝鮮王朝時代 - 旌義郡右面、大静郡東左面と呼ばれる。
- 1914年4月1日 - 済州郡右面・左面と改編される。
- 1935年4月1日 - 右面が西帰面に、左面が中文面にそれぞれ改称。
- 1946年8月1日 - 済州島で道制が実施され、南済州郡西帰面・中文面となる。
- 1956年7月8日 - 西帰面が西帰邑に昇格。
- 1981年7月1日 - 南済州郡西帰邑・中文面が合併し、西帰浦市が発足。
- 2006年7月1日 - 西帰浦市・南済州郡が合併し、行政市の西帰浦市が発足（3邑2面）。

## 行政

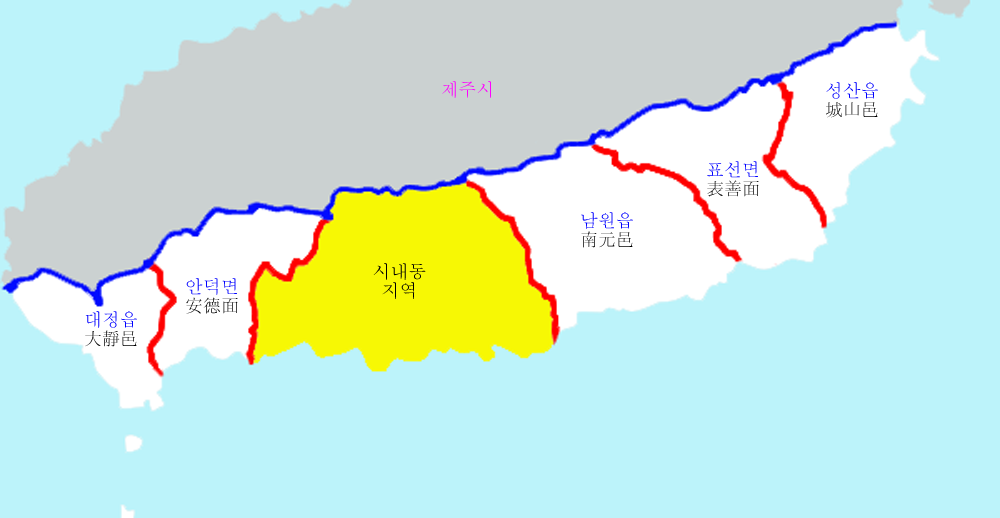
行政区域図

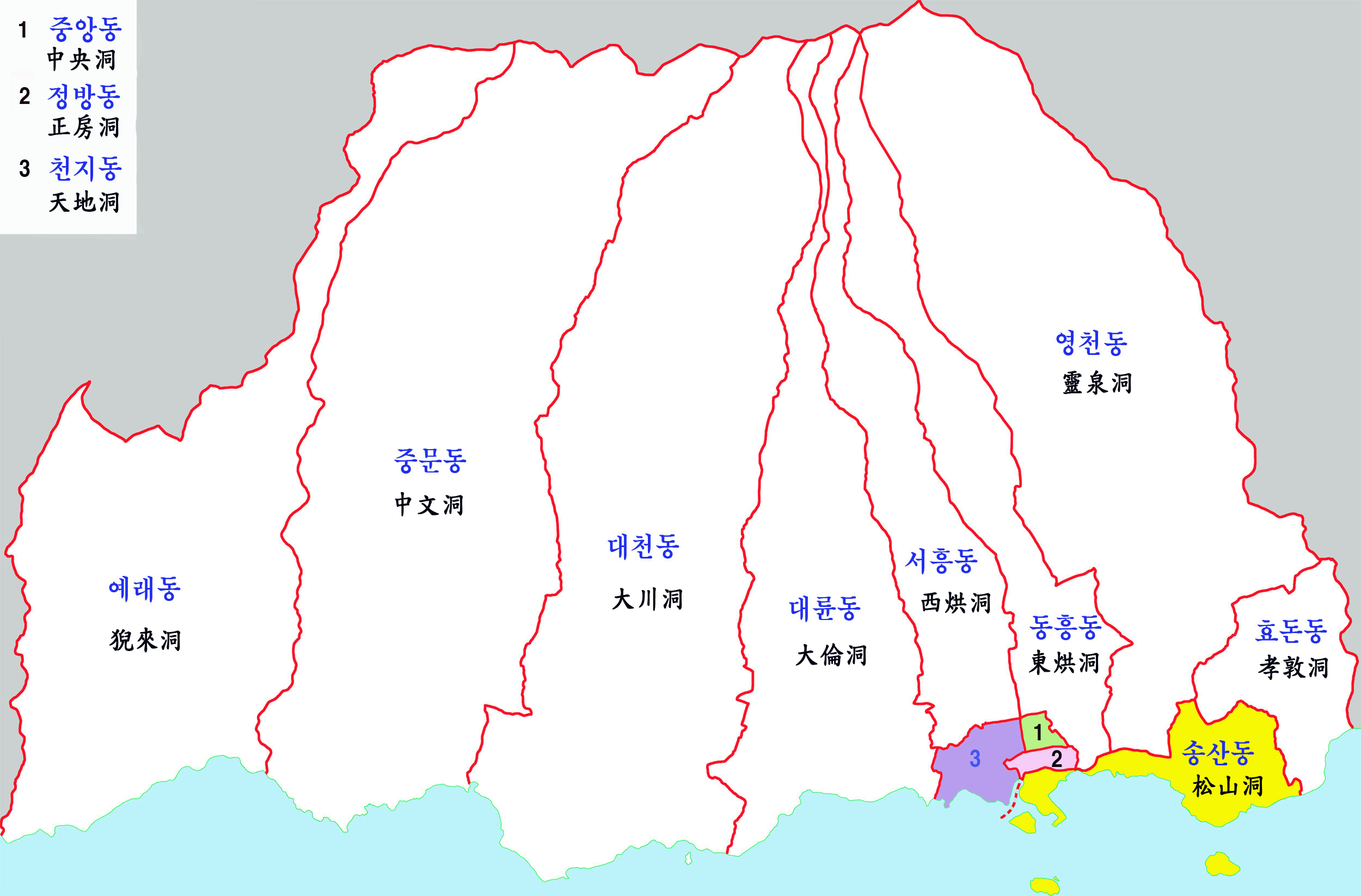
中心市街地の行政区域図

### 行政区域
| 行政洞・邑・面 | 法定洞・法定里                                                                                         |
| -------------- | --- |
| 大倫洞         | 法還洞、西好洞、好近洞                                                                                 |
| 大川洞         | 江汀洞、道順洞、瀛南洞、月坪洞                                                                         |
| 東烘洞         | 東烘洞                                                                                                 |
| 西烘洞         | 西烘洞                                                                                                 |
| 松山洞         | 西帰洞、甫木洞、吐坪洞、東烘洞                                                                         |
| 霊泉洞         | 吐坪洞、上孝洞                                                                                         |
| 猊来洞         | 穡達洞、上猊洞、下猊洞                                                                                 |
| 正房洞         | 西帰洞                                                                                                 |
| 中央洞         | 西帰洞                                                                                                 |
| 中文洞         | 大浦洞、中文洞、河源洞、廻水洞                                                                         |
| 天地洞         | 西帰洞、西烘洞                                                                                         |
| 孝敦洞         | 新孝洞、下孝洞                                                                                         |
| 大静邑         | 下摹里、上摹里、東日里、日果里、武陵里、加波里、九億里、保城里、新桃里、新坪里、安城里、永楽里、仁城里 |
| 城山邑         | 古城里、蘭山里、三達里、城山里、水山里、始興里、新山里、新川里、新楓里、吾照里、温平里                 |
| 南元邑         | 南元里、水望里、新礼里、新興里、為美里、衣貴里、太興里、下礼里、漢南里                                 |
| 表善面         | 細花里、城邑里、兎山里、加時里、表善里、下川里                                                         |
| 安徳面         | 柑山里、広坪里、徳修里、東広里、沙渓里、上倉里、上川里、西広里、倉川里、和順里                         |

### 警察
- 西帰浦警察署

## 観光
西帰浦は年間400万人以上が訪れる国際的な観光地で、リゾートとして人気が高い。
市内は豊かな自然が広がり、漢拏山や海岸には数多くの絶景スポットがある。また、沖合いの島や海岸を見学できる遊覧船や潜水艦も就航されている。
西部の中文観光団地は韓国一の観光集積地で、多くの観光施設、名勝を抱えている。

### 観光施設
- テディベア・ミュージアム
- 如美地植物園
- 奇堂美術館
- 李仲燮展示館
- 韓国野球名誉の殿堂
- 中文民俗博物館
- パシフィックランド
- ハローキティアイランド

### 名所
- 薬泉寺
- 李仲燮通り
- 漢拏山
- 柱状節理
- 天帝淵の滝
- 天地淵の滝
- 正房の滝
- オントの滝
- 城山日出峰

## スポーツ
温暖な気候や競技施設が充実していることもあり、国内外のスポーツ大会が多く開催されている。済州ワールドカップ競技場は2002年のFIFAワールドカップの会場になった。
また、観光地ということで、ゴルフや乗馬、マリンスポーツなども盛んに行われている。

## 友好都市
- 1994年 -  佐賀県唐津市
- 1999年 -  海南省三亜市
- 2003年 -  茨城県鹿嶋市
- 2007年 -  和歌山県紀の川市